# Eutrichota epiphallica
Eutrichota epiphallica är en tvåvingeart som beskrevs av Griffiths 1984. Eutrichota epiphallica ingår i släktet Eutrichota och familjen blomsterflugor. Inga underarter finns listade i Catalogue of Life.